# Мелеагр Гадарский
Мелеагр (др.-греч. Μελέαγρος; ок. 130 до н. э., Гадара — ок. 70/60 до н. э., Кос) — древнегреческий поэт-эпиграмматист.

## Биография
Сын Эвкрата, родился в сирийском городе Гадара на реке Иордан. Учился в Тире, большую часть жизни провёл на острове Кос, где и умер. Схолиаст Палатинской антологии относит расцвет его творчества к 90-м годам I века до н. э. (правление Селевка VI Эпифана (95 — 93 до н. э.).
Прославился как изящный и остроумный лирический поэт; в историю вошёл как составитель первой антологии эпиграмм, на основе которой составлялись все последующие. Собрал лучшие эпиграммы 46 поэтов и сплёл из них «Венок» (Στέφανος), уподобив каждого поэта какому-либо растению. Туда же он включил большое количество собственных эпиграмм. В основном, сборник состоял из произведений александрийских лириков, но включал и стихи древних поэтов: Архилоха, Алкея, Сапфо, Анакреонта, Симонида.
В оригинальном виде антология не сохранилась, поскольку в дальнейшем её не раз переписывали и дополняли. Филипп Фессалоникийский, живший, вероятно, в конце I — начале II вв. н. э., включил в сборник эпиграммы нескольких поэтов, прославившихся после Мелеагра. Его примеру последовали Стратон, Диогениан, затем поэты VI века, Павел Силенциарий, Агафий Миринейский и другие, а завершил составление в X веке грамматик Константин Кефала, создатель Палатинской антологии.
Поэтическое наследие самого Мелеагра состоит из 134 небольших стихотворений (самое длинное всего из 23 гексаметров). Стиль Мелеагра не чужд некоторой риторичности, за которую его прозвали софистом.
С Мелеагром сравнивал Михаила Кузмина Максимилиан Волошин в рецензии на «Александрийские песни».

## Переводы на русский
В составе антологий:
- Александрийская поэзия. М.: Художественная литература, 1972
- Греческая эпиграмма. СПб.: Наука, 1993. ISBN 5-02-027950-1. с. 221—260
- Древнегреческая элегия. СПб.: Алетейя, 1996. ISBN 5-85233-003-26 (ошибоч.). с. 299—320